# Angelo Frattini (scultore)
Angelo Frattini (Varese, 10 novembre 1910 – Varese, 2 settembre 1975) è stato uno scultore italiano.

## Biografia
Nato a Varese il 10 novembre 1910, Angelo Frattini è rimasto orfano all'età di 9 anni. La sua formazione artistica si è svolta inizialmente a Napoli e poi a Milano. 
Frattini ha servito il suo servizio militare a Napoli, dove ha frequentato i corsi serali di Giovanni De Martino e ha avuto modo di conoscere la scultura di Gemito. A Napoli ha anche frequentato la Galleria dell'Accademia e il Museo archeologico nazionale. Per la maggior parte della sua giovinezza fu autodidatta, ed è stato influenzato dal fine dell'arte del XIX secolo.
Nel 1925 è stato uno studente di corso serale di Giuseppe Motta e con il suo amico Flaminio Bertoni ha intagliato alcuni piccoli bassorilievi al Campo dei Fiori. Quando tornò a Milano nel 1931 studiò al Liceo Artistico e poi all'Accademia di belle arti di Brera, dove frequentò la classe di Francesco Messina. 
Varese ha fatto da sfondo-città per la sua crescita artistica dal 1930. Nel 1934 sposò Maria Gervasini, che partorì l'anno seguente il loro primo figlio, Gianluigi. Nel 1937 nasce anche il suo secondo figlio, Vittore, che successivamente ha seguito le orme di suo padre diventando un artista. Il suo primo contatto con l'arte sculturea segue Giuseppe Grandi e gli insegnamenti della Scapigliatura. 
Durante il periodo bellico fu in servizio come caporal maggiore presso l'Ospedale Militare "Colle Campigli" di Varese, il Direttore Sanitario Tenente Colonnello Antonino Primo Dondero per caso salvò Frattini dal bombardamento Alleato che distrusse l'Ospedale il 30 aprile 1944 causando più di cento vittime. 
Terminata la guerra, nel 1945, con l'amico Giuseppe Montanari collaborò alla rinascita del Circolo degli Artisti di Varese a cui diversi anni dopo aderì anche il figlio Vittore.
Ha condiviso la sua contemporaneità con gli amici che erano poeti, scrittori, pittori, scultori e attori come Piero Chiara, Vittorio Sereni, il citato Giuseppe Montanari, Aldo Patocchi, Luciano Ferriani, Paolo Conti, Aldo Carpi, Renato Guttuso e Gianni Santuccio. 
Vedovo dal 1953, nel 1961 si sposò con Magda Lazzari, madre della sua terza figlia, nata nel 1963. 

Angelo Frattini morì a Varese, durante la preparazione della sua prima mostra antologica a Villa Mirabello.

## Riconoscimenti
Nel 1937 ha ricevuto diversi riconoscimenti: vince la rassegna I Littoriali per la scultura a Roma al Campidoglio l'Orfana, opera acquistata dalla Galleria d'Arte Moderna di Milano, e vince il concorso per eseguire il grande rilievo sul Palazzo delle Corporazioni in Piazza Monte Grappa a Varese. Nello stesso anno, Frattini ha ricevuto il Iº Premio di scultura a Napoli, e a Milano nel 1954 ha ricevuto il Iº premio per i ritratti. 

Nel 1965 Frattini è stato il portavoce artistico per l'Italia a New York e a Washington, dove è stato ricevuto dal presidente degli Stati Uniti Lyndon Johnson, alla collettiva "Mostra degli artisti italiani". 
Nel 1978 il liceo artistico della sua città natale è stato intitolato a lui.

## Esposizioni
Nel 1938 ha avuto una grande mostra alla Galleria Gianferrari di Milano, punto di riferimento per tutta la sua carriera, e alla Biennale Internazionale d'Arte di Venezia. Ha avuto altre mostre a Venezia nel 1940 e nel 1942. 
Nel 1946 ha scolpito il ritratto di re Umberto II di Savoia. Ha avuto anche importanti mostre del suo lavoro alla Permanente di Milano e in altre mostre nazionali come la Quadriennale d'Arte di Torino nel 1955 e alla Quadriennale di Roma, l'anno successivo. La città di Varese ha intrapreso diverse mostre per ricordare l'opera e la vita di Frattini. Queste hanno incluso, nel 1999, l'omaggio della Provincia di Varese e:
- Nel 1999, una sua retrospettiva alla Villa Recalcati, sede della Provincia di Varese;
- Nel 2010, una mostra presso il Museo Bertoni;
- Nel 2010, una mostra del centenario alla Sala Veratti, per festeggiare i cento anni dalla sua nascita.
- Museo Vito Mele

## Opere
|  |  |